# Grande synagogue de Gibraltar
La Grande synagogue de Gibraltar, également connue sous le nom de Kahal Kadosh Sha'ar HaShamayim, (en hébreu : קהל קדוש שער השמיים, en français : Sainte congrégation Porte des cieux), est située dans le territoire britannique d'outre-mer de Gibraltar. Fondée en 1724, elle a été la première synagogue de la péninsule Ibérique depuis les expulsions d'Espagne et du Portugal en 1492 et 1497.

## Histoire

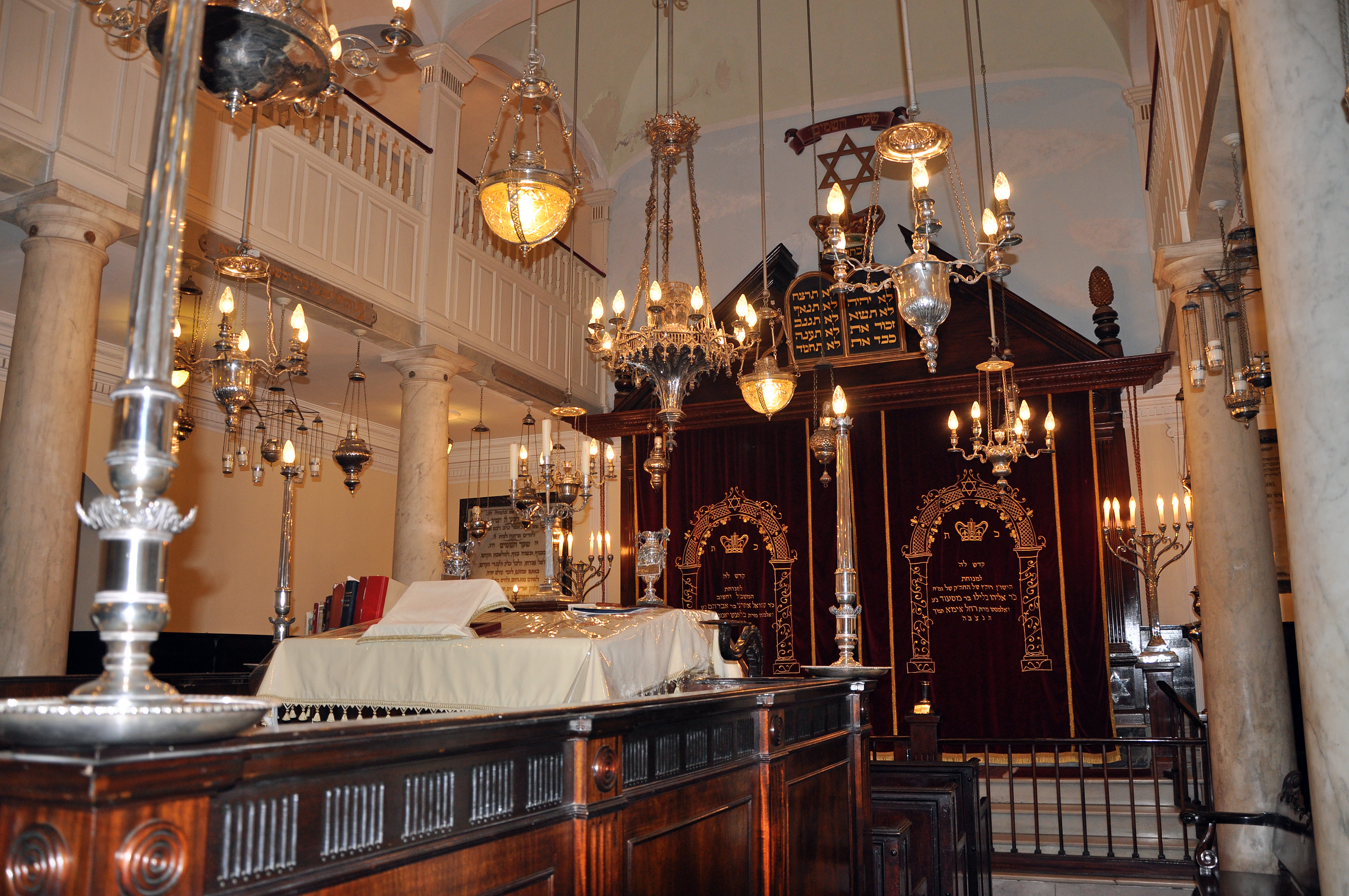
Intérieur de la Grande synagogue de Gibraltar.

La synagogue Sha'ar HaShamayim est fondée en 1724 par le rabbin Isaac Nieto, natif de Livourne et fils du rabbin David Nieto, de la synagogue sépharade de Bevis Marks à Londres. Elle est édifiée sur un terrain concédé par le gouverneur de Gibraltar Richard Kane.
Le bâtiment est reconstruit à plusieurs reprises, et l'actuel date en grande partie de 1812. Il partage des caractéristiques communes avec la synagogue portugaise d'Amsterdam, fondée en 1675 et la synagogue de Bevis Marks, fondée en 1701 dans la Cité de Londres. La façade présente des fenêtres en plein cintre flanquant une porte en plein cintre,,.